# Лібень (футбольний клуб)
Лібень (чеськ. SK Libeň) — колишній чехословацький футбольний клуб з Праги, заснований 1903 року. Зник у 1951 році шляхом злиття зі «Спартою». Найбільші успіхи клубу припали на міжвоєнний період, коли «Лібень» був традиційним учасником чемпіонату Чехословаччини. Загалом же у вищому дивізіоні клуб провів сім сезонів (1925, 1925/26, 1928/29, 1932/33, 1938/39, 1940/41, 1946/47), з результатом 130 матчів, 23 перемоги, 13 нічиїх, 94 поразок і різницею голів 194—494.

## Історичні назви
Джерело:
- 1903 — СК Лібень (Sportovní klub Libeň)
- 1948 — ЗСЄ Сокол Лібень (Závodní sportovní jednota Sokol Libeň)
- 1949 — ЗСЄ ЧКД Соколово Лібень (Závodní sportovní jednota Českomoravská-Kolben-Daněk Sokolovo Libeň)
- 1951 — злиття зі «Спартою»

## Статистика сезонів
Джерело:
| Чехословаччина (1925—1938)                 |                                          |                                          |                                          |                                          |                                          |                                          |                                          |                                          |                                          |                                          |                                          |
| Сезон                                      | Оригінальна назва турніру                | Рівень                                   | І                                        | В                                        | Н                                        | П                                        | ГЗ                                       | ГП                                       | +/-                                      | О                                        | Місце                                    |
| 1925                                       | Asociační liga                           | 1                                        | 9                                        | 3                                        | 1                                        | 5                                        | 20                                       | 32                                       | -12                                      | 7                                        | 7.                                       |
| 1925/26                                    | Středočeská 1. liga                      | 1                                        | 22                                       | 5                                        | 2                                        | 15                                       | 40                                       | 92                                       | -52                                      | 12                                       | 10.                                      |
| …                                          |                                          |                                          |                                          |                                          |                                          |                                          |                                          |                                          |                                          |                                          |                                          |
| 1928/29                                    | Středočeská 1. liga                      | 1                                        | 12                                       | 1                                        | 1                                        | 10                                       | 13                                       | 50                                       | -37                                      | 3                                        | 7.                                       |
| 1929/30                                    | 2. asociační liga                        | 2                                        | 14                                       | 7                                        | 2                                        | 5                                        | 45                                       | 29                                       | +16                                      | 16                                       | 3.                                       |
| 1930/31                                    | 2. asociační liga                        | 2                                        | 14                                       | 7                                        | 3                                        | 4                                        | 43                                       | 36                                       | +7                                       | 17                                       | 4.                                       |
| 1931/32                                    | 2. asociační liga                        | 2                                        | 16                                       | 13                                       | 2                                        | 1                                        | 54                                       | 23                                       | +31                                      | 28                                       | 1.                                       |
| 1932/33                                    | 1. asociační liga                        | 1                                        | 18                                       | 3                                        | 2                                        | 13                                       | 31                                       | 68                                       | -37                                      | 8                                        | 9.                                       |
| 1933/34                                    | 2. asociační liga                        | 2                                        | 18                                       | 8                                        | 0                                        | 10                                       | 50                                       | 45                                       | +5                                       | 16                                       | 7.                                       |
| …                                          |                                          |                                          |                                          |                                          |                                          |                                          |                                          |                                          |                                          |                                          |                                          |
| 1938/39                                    | Státní liga                              | 1                                        | 20                                       | 3                                        | 2                                        | 15                                       | 31                                       | 75                                       | -44                                      | 8                                        | 11.                                      |
| Протекторат Богемії та Моравії (1939—1944) |                                          |                                          |                                          |                                          |                                          |                                          |                                          |                                          |                                          |                                          |                                          |
| Сезон                                      | Оригінальна назва турніру                | Рівень                                   | І                                        | В                                        | Н                                        | П                                        | ГЗ                                       | ГП                                       | +/-                                      | О                                        | Місце                                    |
| …                                          |                                          |                                          |                                          |                                          |                                          |                                          |                                          |                                          |                                          |                                          |                                          |
| 1940/41                                    | Národní liga                             | 1                                        | 22                                       | 5                                        | 5                                        | 12                                       | 32                                       | 58                                       | -26                                      | 15                                       | 12.                                      |
| …                                          |                                          |                                          |                                          |                                          |                                          |                                          |                                          |                                          |                                          |                                          |                                          |
| 1944/45                                    | Чемпіонат не проводився через бойові дії | Чемпіонат не проводився через бойові дії | Чемпіонат не проводився через бойові дії | Чемпіонат не проводився через бойові дії | Чемпіонат не проводився через бойові дії | Чемпіонат не проводився через бойові дії | Чемпіонат не проводився через бойові дії | Чемпіонат не проводився через бойові дії | Чемпіонат не проводився через бойові дії | Чемпіонат не проводився через бойові дії | Чемпіонат не проводився через бойові дії |
| Чехословаччина (1945—1993)                 |                                          |                                          |                                          |                                          |                                          |                                          |                                          |                                          |                                          |                                          |                                          |
| Сезон                                      | Оригінальна назва турніру                | Рівень                                   | І                                        | В                                        | Н                                        | П                                        | ГЗ                                       | ГП                                       | +/-                                      | О                                        | Місце                                    |
| …                                          |                                          |                                          |                                          |                                          |                                          |                                          |                                          |                                          |                                          |                                          |                                          |
| 1946/47                                    | Státní liga                              | 1                                        | 26                                       | 3                                        | 0                                        | 23                                       | 25                                       | 116                                      | -91                                      | 6                                        | 14.                                      |

### Зовнішні посилання
- Zašla sláva Invalidovny a Korábu (чеськ.)